# Aledo (Illinois)
Aledo – miasto w Stanach Zjednoczonych, w stanie Illinois, siedziba administracyjna hrabstwa Mercer.